# Severin Cronsioe (1702–1766)
Severin Cronsioe, född den 3 december 1702 i Landskrona, död i juni 1766 i Malmö, var en svensk ämbetsman. Han var far till Ludvig och Carl Georg Cronsioe. 
Cronsioe, som var son till en handelsman i Landskrona, blev biträde på ett häradsskrivarekontor 1719 och var därefter skrivare dels hos en domkyrkoinspektor och dels hos en barnhusbokhållare. Han blev landskontorist i Malmö 1725 och var samtidigt en tid 1728 skrivare hos skånska indelningskommissionen och innehade flera landskamrersförordnanden. Cronsioe blev häradsskrivare i Torna, Bara och Harjagers häraders fögderi 1733, tillförordnad kronofogde 1736 och ordinarie kronofogde 1737. Han var landskamrerare i Malmöhus län 1742–1749 och barnhusbokhållare i Malmö 1751–1761.